# Vavaʻu
Vavaʻu ist eine zum Königreich Tonga gehörende Inselgruppe im südlichen Pazifik.

## Geographie
Die Vavaʻu-Gruppe misst etwa 23 km von Ost nach West und 25 km von Nord nach Süd. Zur Zeit der Volkszählung 2021 waren 18 der 34 gehobenen und dicht bewachsenen Inseln bewohnt. Vavaʻu hat 14.182 Einwohner (Stand 2021). Die Hauptinsel ʻUtu Vavaʻu ist mit 89,74 Quadratkilometern die zweitgrößte Insel Tongas.
Vavaʻu ist ein schräg gehobenes Korallenriff mit im Norden mehr als 100 m hohen Klippen. An der Südseite löst sich die Inselgruppe in viele kleine Wasserwege und Inselchen auf. Der größte dieser Wasserwege, der fjordartige Ava Pulepulekai Channel, reicht 11 km ins Land bis zum Hafen von Neiafu, der einzigen Stadt Vavaʻus.

## Verwaltung
Vavaʻu ist eine der fünf Divisionen, der obersten Verwaltungseinheiten des Königreichs Tonga. Sie wird in sechs Distrikte unterteilt: Neiafu (Hauptort: Neiafu), Pangaimotu (Pangaimotu), Hahake (Taʻanea), Leimatuʻa (Leimatuʻa), Hihifo (Longomapu), Motu (Hunga).

## Galerie

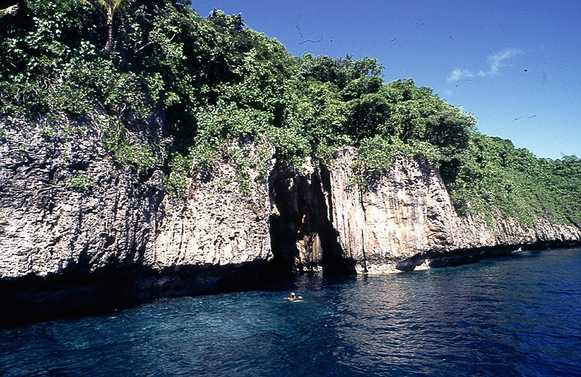
Mariners Cave, Vavaʻu
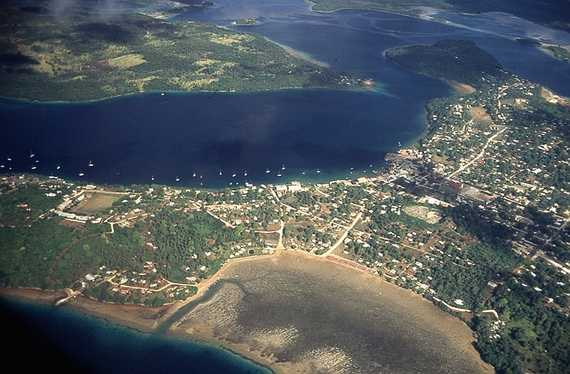
Luftaufnahme von Neiafu Vavaʻu
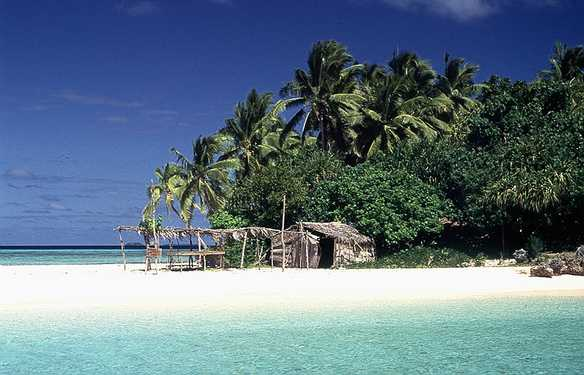
Nuku Island einige hundert Meter südlich der Hauptinsel

## Wirtschaft
Durch seine landschaftliche Schönheit ist Vavaʻu besonders bei Seglern und anderen Touristen beliebt und eines der wichtigsten Touristikzentren Tongas. Von Mai bis Oktober ist der Hafen von Vavaʻu Ziel von Segelbooten aus aller Welt. Neben der Schönheit der Insel sind auch die in der Nähe ihre Jungen gebärenden Buckelwale und die betauchbaren Unterwasserhöhlen herausragende Attraktionen.
Neben dem Tourismus sind Landwirtschaft und Fischerei die Haupteinnahmequellen der Bevölkerung. Die hier angebaute Vanille gehört zu den besten der Welt. Daneben gibt es ausgedehnte Plantagen mit Kokospalmen. Außerdem werden noch Riesenmuscheln und Perlen gezüchtet.
Der Flughafen Vavaʻu befindet sich sieben Kilometer nördlich des Hauptorts Neiafu und wird regelmäßig von Real Tonga angeflogen, die Verbindungen auf andere Inselgruppen anbietet.